# Flaga stanowa Wirginii
Flaga stanowa Wirginii przedstawia jej pieczęć. Graficzny wyraz dewizy Sic semper tyrannis (łac. Tak zawsze tyranom). Personifikacja virtus, rzymskiej cnoty męskiej, z włócznią i parazonium, symbolizująca Wspólnotę Wirginii, trzyma jedną nogę na pokonanym tyranie, któremu z głowy strącono koronę. Błękit jest częstym motywem flag stanowych, symbolizując przynależność do USA.